# 헝가리 노동인민당
헝가리 노동인민당(헝가리어: Magyar Dolgozók Pártja, MDP)은 헝가리 인민공화국의 공산당으로, 1948년에 창립되어 1956년 헝가리 혁명때까지 매우 강력한 일당제를 유지했다.

## 역사
이 정당은 헝가리 공산당의 후신으로 1948년 6월 12일에 설립되었으며, 헝가리의 원로 정치인이자 강경 반파시스트인 마차시 라코시가 당수로 임명되었다.
같은해 헝가리 사회민주당을 흡수하고 당세를 확장했으며, 헝가리에서 무산자 혁명을 일으켜, 헝가리 제2공화국을 펴지하고 헝가리 인민공화국을 수립하였다.
지도부의 만장일치로 헝가리 인민공화국은 계획 경제를 실시하게 되었으며, 스탈린주의 모델에 따라 급격한 도시화, 산업화, 현대화가 이루어졌다. 
하지만 경제 성장에도 불구하고 라코시 정부의 가혹한 반대파 탄압은 인기를 얻지 못했고, 1953년 소련의 압력으로 지도부는 집단지도체제로 전환하였다. 
1956년 헝가리 혁명으로 마차시 라코시는 소련으로 추방되었으며, 사태를 수습하기 위해 카다르 야노시가 당수로 임명되었다. 시민들의 지지를 받기 위해 카다르 야노시는 헝가리 노동인민당을 해체하고 헝가리 사회노동당을 발족시켰다.

## 지도자

### 서기장
- 라코시 마차시 (1948년 ~ 1953년)

### 제1서기
- 라코시 마차시 (1953년 ~ 1954년)
- 서커시치 아르파드 (1954년 ~ 1955년)
- 라코시 마차시 (1955년 ~ 1956년)
- 카다르 야노시 (1956년)